# Kamienna (województwo dolnośląskie)

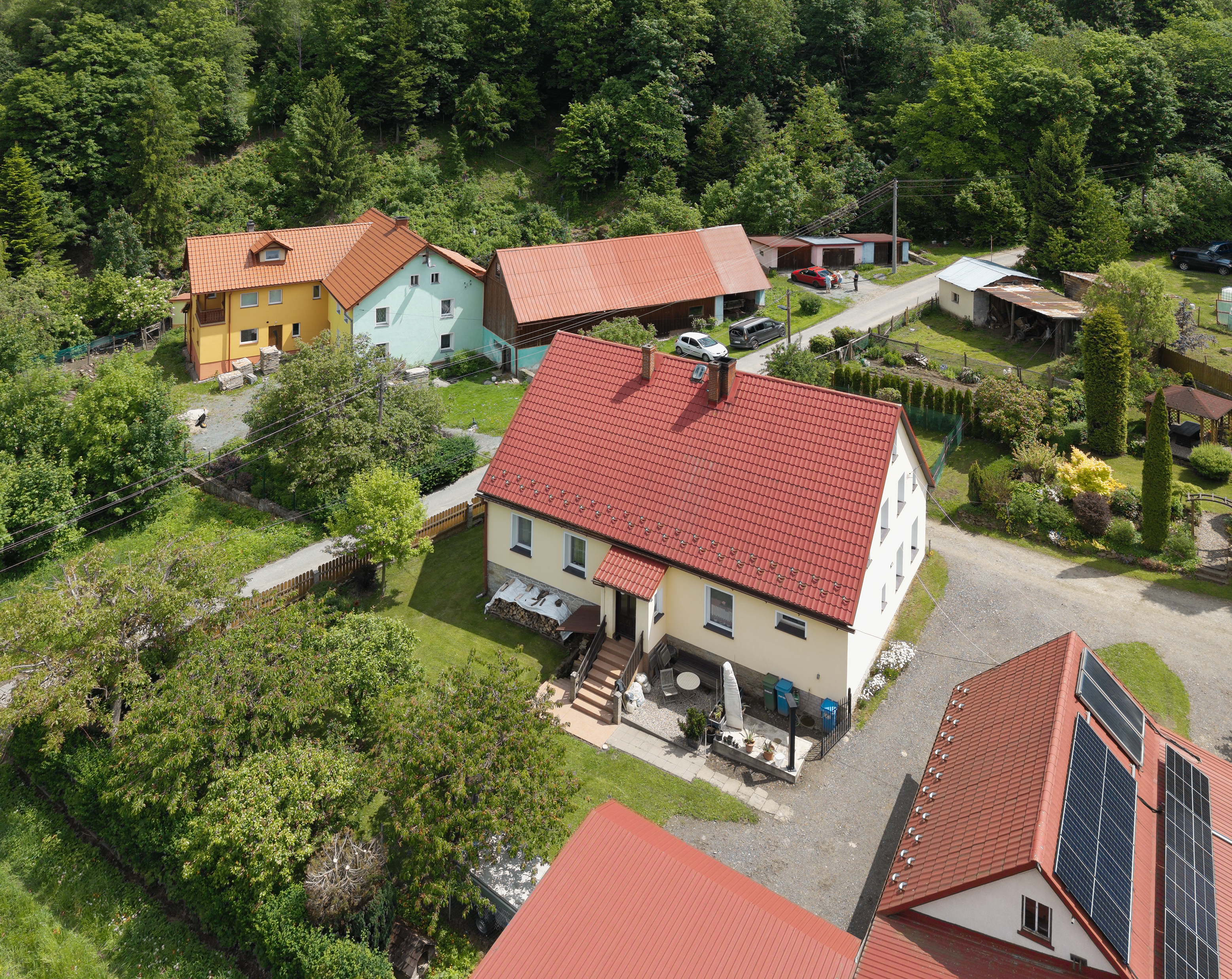
Domy nr 10 i 11 w Kamiennej

Kamienna (niem. Steingrund) – wieś w Polsce położona w województwie dolnośląskim, w powiecie kłodzkim, w gminie Bystrzyca Kłodzka.
Kamienna to mała wieś leżąca na granicy Krowiarek i Wysoczyzny Idzikowa, na wysokości około 500–550 m n.p.m.

## Historia
Kamienna powstała w 1790 roku w wyniku podziału majątku idzikowskiego, należącego do hrabiego von Mutiusa. W 1840 roku w miejscowości było 60 domów, kaplica, szkoła katolicka, młyn wodny i 6 warsztatów tkających bawełnę. W drugiej połowie XIX wieku stała się popularna wśród turystów odwiedzających Pasterskie Skały.
W Kamiennej urodził się * abp Erwin Josef Ender (1937–2022), nuncjusz apostolski.
W latach 1975–1998 miejscowość administracyjnie należała do województwa wałbrzyskiego.

## Zabytki
Do wojewódzkiego rejestru zabytków wpisany Kościół Najświętszego Serca Pana Jezusa w Kamiennej z 1822 roku. 
Jest to budowla salowa z półkolistym prezbiterium i wieżyczką na dachu. We wnętrzu zachowało się barokowe wyposażenie, Droga Krzyżowa z XIX wieku oraz fragment gotyckiego sakramentarium. Na zewnętrznej ścianie kościoła wmurowany jest gotycki tympanon z 1425 roku, przedstawiający Chrystusa na Górze Oliwnej.
We wsi zachowało się domy z XIX wieku, oraz kilka kapliczek i krzyży przydrożnych.